# Lưới (toán học)
Trong toán học, cụ thể là trong tô pô đại cương và các ngành liên quan, lưới hay còn gọi là dãy Moore-Smith là một khái niệm mở rộng của dãy. Về bản chất, một dãy là một hàm số với tập xác định số tự nhiên, và trong tô pô thì tập đích của hàm này thường là nằm trong không gian tô pô bất kỳ. Tuy nhiên, trong tô pô học, các dãy không hoàn toàn mã hóa tất cả các thông tin về hàm giữa các không gian tôpô. Đặc biệt, hai điều kiện sau đây là không hoàn toàn tương đương cho một ánh xạ f giữa 2 không gian tô pô X và Y:
1. Ánh xạ f liên tục.
2. Lấy bất kỳ điểm x trong X, và bất kỳ dãy nào trong X để hội tụ thành x, thì ảnh f của dãy này hội tụ tại f(x).

Điều kiện 1 chứa cả điều kiện 2.
Trong tô pô học, lưới là một ánh xạ đi từ một tập có hướng vào trong một không gian. Nói một cách khác, một lưới trên không gian {\displaystyle X} (với tập chỉ số là tập được định hướng {\displaystyle I}) là một ánh xạ {\displaystyle x:I\longrightarrow X}. Ta viết {\displaystyle x_{i}=x(i)} và ký hiệu lưới {\displaystyle (x_{i})_{i\in I}}. Ký hiệu {\displaystyle \{x_{i}\}_{i}\in I} cũng thường được sử dụng.
Các khái niệm về lưới được E. H. Moore và H. L. Smith giới thiệu lần đầu tiên vào năm 1922, khái quát hóa các khái niệm về một dãy để xác nhận sự tương đương của các điều kiện (với "dãy" được thay thế bằng "lưới" trong điều kiện 2). Đặc biệt, lưới được định nghĩa trên bất kỳ một tập hữu hướng tùy ý chứ không phải chỉ xác định trên một tập số tuyến tính. Thuật ngữ "lưới" được đặt bởi Kelley.

### Ví dụ
- Những lưới có tập chỉ số {\displaystyle I=\mathbb {N} } với thứ tự thông thường là một dãy.